# Hessisches Ministerium für Arbeit, Integration, Jugend und Soziales

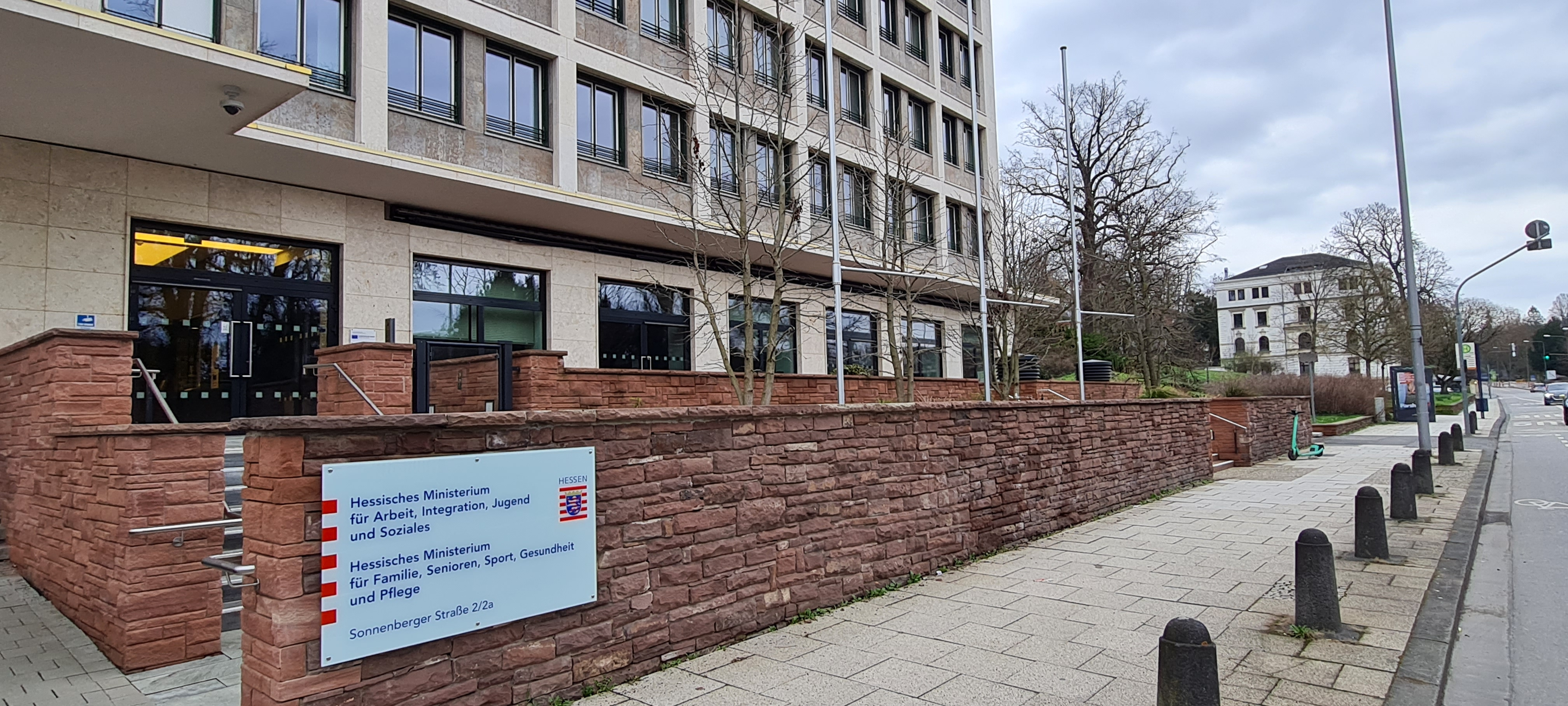
Dienstgebäude des Hessischen Ministeriums für Arbeit, Integration, Jugend und Soziales in Wiesbaden

Das Hessische Ministerium für Arbeit, Integration, Jugend und Soziales (HMSI) ist eine Oberste Landesbehörde. Das HMSI ist das Sozial- und gleichzeitig das Arbeitsministerium des Landes Hessen. An der Spitze des Hauses steht als Mitglied der Hessischen Landesregierung Staatsministerin Heike Hofmann (SPD); vertreten wird sie von Manuela Strube und Katrin Hechler (beide SPD) als Staatssekretärinnen.
Das Ministerium hat etwa 450 Mitarbeiter.

## Geschichte
Das Hessische Ministerium für Soziales und Integration wurde 1945 als Hessisches Ministerium für Arbeit gegründet und im Laufe der Zeit mehrfach neu zugeschnitten und umbenannt. 1991 kam es zur Abspaltung des eigenständigen Hessischen Ministeriums für Jugend, Familie und Gesundheit, welches bereits 1995 wieder seine Eigenständigkeit verlor, als es in das Ministerium für Umwelt, Energie, Jugend, Familie und Gesundheit eingegliedert wurde. Die Bezeichnung Hessisches Sozialministerium wurde erstmals 1969 verwendet und trat in der Folgezeit immer wieder auf.
Am 18. Januar 2014 erhielt die Behörde mit der Ernennung des Kabinetts Bouffier II den Namen Hessisches Ministerium für Soziales und Integration und wurde zuletzt am 18. Januar 2024 im Zuge der Ernennung des Kabinetts Rhein II in Hessisches Ministerium für Arbeit, Integration, Jugend und Soziales umbenannt.

## Rechts-, Fachaufsicht
Der Rechtsaufsicht des Ministeriums unterstehen zahlreiche Einrichtungen der Gesundheitsvorsorge:
- Landesversicherungsanstalt Hessen
- AOK Hessen
- Pflegekasse bei der AOK Hessen
- BKK Landesverband Hessen
- Medizinischer Dienst der Krankenversicherung in Hessen
- Kassenärztliche Vereinigung Hessen
- Kassenzahnärztliche Vereinigung Hessen
- Berufsständische Versorgungseinrichtungen der Heilberufskammern
- Landesärztekammer Hessen
- Landeszahnärztekammer Hessen
- Landestierärztekammer Hessen
- Landesapothekerkammer Hessen
- Landeskammer für Psychologische Psychotherapeutinnen und -therapeuten Hessen

Der Fachaufsicht des Ministeriums unterstehen der Landeswohlfahrtsverband Hessen, das Integrationsamt und die Unfallkasse Hessen.